# Partito Socialista (Irlanda)
Il Partito Socialista, in gaelico irlandese Páirtí Sóisialach (IPA: [ˈpˠɑːɾˠtʲiː ˈsˠoːɪʃiə̯l̠ʲaç]), in inglese: Socialist Party, è un partito politico irlandese attivo dal 1996.

## Storia
Il movimento era già presente in Irlanda a partire dagli anni settanta ed era conosciuto prima come Tendenza Militante, poi come Laburismo Militante. Esso si costituì invece in soggetto politico quando molti esponenti socialisti furono espulsi dal Partito Laburista: fino a quel momento, infatti, le istanze socialiste avevano trovavano spazio tra i laburisti grazie all'entrismo.
Nel 2009, il partito conta su sei esponenti alla camera bassa (Dáil Éireann) e un eurodeputato. Nel 2010 ha fondato, insieme all'Alleanza Popolo Prima del Profitto, l'Alleanza Sinistra Unita.
Alle elezioni generali del 2011 il PS ha ottenuto l'1,2% dei consensi e ha eletto 2 deputati.

## Ideologia
Il Partito Socialista fonda la propria ideologia sul trotzkismo. Punto cardine della sua politica è la difesa della classe lavoratrice, ponendosi a sinistra del Partito Laburista.

## Risultati delle elezioni

### Dáil Éireann
| Elezioni | Dáil | Primo voto di preferenza | Voti % | Seggi   |
| -------- | ---- | ------------------------ | ------ | ------- |
| 1997     | 28th | 12,445                   | 0.7%   | 1 / 166 |
| 2002     | 29th | 14,896                   | 0.8%   | 1 / 166 |
| 2007     | 30th | 13,218                   | 0.6%   | 0 / 166 |
| 2011     | 31th | 26,770                   | 1.2%   | 2 / 166 |
| 2016     | 32th |                          |        | 3 / 158 |

### Assemblea dell'Irlanda del Nord
| Elezioni | Dáil | Primo voto di preferenza | Voti % | Seggi   |
| -------- | ---- | ------------------------ | ------ | ------- |
| 1998     | 1st  | 789                      | 0.1%   | 0 / 108 |
| 2003     | 2nd  | 343                      | 0.1%   | 0 / 108 |
| 2007     | 3rd  | 473                      | 0.1%   | 0 / 108 |
| 2011     | 4th  | 819                      | 0.1%   | 0 / 108 |

### Locale
| Elezioni | Paese            | Primo voto di preferenza                                       | Voti %                                                         | Seggi                                                          |
| -------- | ---------------- | -------------------------------------------------------------- | -------------------------------------------------------------- | -------------------------------------------------------------- |
| 1999     | Irlanda          | 5,312                                                          | 0.4%                                                           | 2 / 883                                                        |
| 2004     | Irlanda          | 13,494                                                         | 0.7%                                                           | 4 / 883                                                        |
| 2005     | Irlanda del Nord | 828                                                            | 0.1%                                                           | 0 / 582                                                        |
| 2009     | Irlanda          | 16,052                                                         | 0.9%                                                           | 4 / 883                                                        |
| 2011     | Irlanda del Nord | 682                                                            | 0.1%                                                           | 0 / 583                                                        |
| 2014     | Irlanda del Nord | 272                                                            | 0.0%                                                           | 0 / 462                                                        |
| 2014     | Irlanda          | Contestata l'elezione come parte della Anti-Austerity Alliance | Contestata l'elezione come parte della Anti-Austerity Alliance | Contestata l'elezione come parte della Anti-Austerity Alliance |

### Europee
| Elezione     | Voti   | %    | Seggi  |
| ------------ | ------ | ---- | ------ |
| Europee 1999 | 10.619 | 0,76 | 0 / 15 |
| Europee 2004 | 23.218 | 1,30 | 0 / 13 |
| Europee 2009 | 50.510 | 2,76 | 1 / 12 |
| Europee 2014 | 29.953 | 1,81 | 0 / 11 |